# Михайловка (Жуковский район)
Михайловка — деревня в Жуковском районе Калужской области России. Входит в состав сельского поселения «Деревня Верховье».

## География
Находится на берегу притока реки Угодка — Каменки. 
Рядом  — Жуков. 

## История
В 1782 году деревня Михайловка относилась к Малоярославецкому уезду, вместе с деревнями Богдановка и Баев колодезь состояла при Угоцком железном заводе графини Екатерины Ивановны Шуваловой. 

## Население
| 2002 | 2010 |
| ---- | ---- |
| 32   | ↘18  |